# Bloch-Gleichungen
Die Bloch-Gleichungen (nach Felix Bloch, der sie 1946 erstmals veröffentlichte) sind ein System von Bewegungsgleichungen für Zweiniveausysteme. Sie ermöglichen eine physikalische Deutung des paramagnetischen Resonanzeffekts in der magnetischen Kernresonanz und in der paramagnetischen Elektronenresonanz.

## Formulierung
Die Bloch-Gleichungen gelten für Flüssigkeiten, jedoch nur eingeschränkt für Festkörper. Sie stellen Bewegungsgleichungen für die gesamte Kern- und Elektronenmagnetisierung {\displaystyle {\vec {M}}} der Probe unter dem Einfluss äußerer Magnetfelder {\displaystyle H} dar und lauten in Vektorschreibweise:
{\displaystyle {d{\vec {M}} \over dt}=\gamma {\vec {M}}\times {\vec {H}}_{a}-{\vec {e}}_{x}{M_{x} \over T_{2}}-{\vec {e}}_{y}{M_{y} \over T_{2}}-{\vec {e}}_{z}{M_{z}-M_{0} \over T_{1}}}
Darin beschreiben:
- {\displaystyle \gamma {\vec {M}}\times {\vec {H}}_{a}} die Bewegung der Magnetisierung im Magnetfeld
  - {\displaystyle \gamma } das gyromagnetische Verhältnis der Atomkerne bzw. der Elektronen
- die drei letzten Summanden auf der rechten Seite die paramagnetische Relaxation, die durch die Wechselwirkung der Teilchen miteinander und mit ihrer molekularen Umgebung auf einen Gleichgewichtswert zustrebt.
  - {\displaystyle {\vec {e}}_{x}}, {\displaystyle {\vec {e}}_{y}} und {\displaystyle {\vec {e}}_{z}} die Einheitsvektoren in {\displaystyle x}-, {\displaystyle y}- und {\displaystyle z}-Richtung
  - {\displaystyle T_{2}} die transversale Relaxationszeit (Spin-Spin-Relaxation)
  - {\displaystyle T_{1}} die Spin-Gitter-Relaxationszeit
  - das äußere Magnetfeld besteht aus zwei Anteilen:
    - einem starken konstanten Magnetfeld in {\displaystyle z}-Richtung
    - einem senkrecht dazu in {\displaystyle x}-Richtung angelegten hochfrequenten Magnetfeld.

## Anwendung auf Nicht-Spin-1/2-Systeme
Später wurde gezeigt, dass diese ursprünglich für Spin-1/2-Systeme ausgelegten Bewegungsgleichungen auch jedes andere Zweiniveausystem beschreiben. Dazu werden Teile des allgemeinen „Pseudo-Spin-1/2-Systems“ mit Spinkomponenten assoziiert und die Wechselwirkung mit äußeren Feldern wie magnetische Wechselwirkungen behandelt.
In der semiklassischen Strahlungstheorie entsprechen die Spinkomponenten dem Grund- bzw. angeregten Zustand eines Zweiniveauatoms, und die Achsen der Bloch-Kugel geben Auskunft über die quantenmechanische Kohärenz ({\displaystyle x}-, {\displaystyle y}-Achse) bzw. die Populationsdifferenz ({\displaystyle z}-Achse) des Systems. Die hierfür angepassten Gleichungen werden als optische Blochgleichungen bezeichnet.